# Maltha
Le maltha est un enduit-mastic romain notamment décrit par Palladius et Pline et employé pour l’étanchéification des citernes.
Le maltha est associé aux ouvrages qu'on réalisait en opus signinum (Signinis parietibus, Signi operis), dans la description originale donnée par Vitruve au Ier siècle av. J.-C., sorte de bétonnage (la plus ancienne mention de « beton » par Philibert Monet autour de 1630), constitué de chaux, de sable et d'éclats de pierre, exempte de tuileaux, dont la compacité était obtenue au terme d’un damage intensif.

## Auteurs antiques

### Chez Palladius
Le « maltha » est cité deux fois dans le De Re Rustica de Palladius (Ve siècle), chapitres XVII, consacré aux citernes, et XLI, consacré aux caldaria et frigidaria.

#### Des citernes (De cisternis)
La citerne est en Opus signinum (Signinis parietibus), le,type de bétonnage, originaire de la ville de Segni, constitué de chaux, de sable et d'éclats de pierre, exempte de tuileaux, dont la compacité était obtenue au terme d’un damage intensif décrit par Vitruve et que l'on retrouve aussi dans les aqueducs. Pour étancher les murs des citernes, Palladius préconise de couvrir le mortier de tuileau (testacei pavimenti) dont on pare habituellement les ouvrages d'eau, d'une couche de graisse de lard (lardo pingui). Le  maltha, ici une composition de poix (picis liquidae, de la poix liquide distillée à partir de résine de pin) et de suif, additionné de chaux sert à colmater les fuites. L'eau est amenée à la citerne par des tuyaux d'argile (tubos fictiles):

« Proportionnez la grandeur des citernes à vos goûts et à vos moyens; qu'elles soient plus longues que larges, et closes de murs solides. Sauf la place des égouts, raffermissez le sol par une couche épaisse de blocaille, que vous unirez au moyen d'un mortier de terre cuite. Polissez soigneusement ce fond jusqu'à ce qu'il reluise, et, à cet effet, frottez-le sans cesse avec du lard bouilli.
Dès que l'humidité aura disparu, pour éviter toute crevasse, vous tapisserez les parois d'une couche pareille; et quand la citerne sera ferme et sèche depuis longtemps, vous y introduirez l'eau à demeure. Il sera bon de nourrir dans ce réservoir des anguilles et des poissons de rivière, afin que leur mouvement l'anime en lui donnant l'aspect d'une eau courante. 
Si l'enduit du sol ou des murailles se dégrade en quelque endroit, vous contiendrez avec du malthe l'eau qui cherche à s'enfuir.
Pour boucher les crevasses et les cavités des citernes, des lacs ou des puits, et arrêter le suintement de l'humidité à travers les pierres, vous pouvez prendre une quantité égale de poix liquide et de graisse connue sous le nom de suif ou de cambouis. 
Faites-les bouillir ensemble dans une marmite jusqu'à ce qu'ils écument; ensuite retirez-les du feu. Quand ce mélange sera refroidi, jetez-y quelques pincées de chaux, et brouillez-le bien pour en faire un seul tout. Puis appliquez-le comme du mastic sur les parties dégradées qui livrent passage à l'eau, et faites-le adhérer au moyen d'une forte pression. Il sera bon d'amener l'eau par des tuyaux d'argile, et de tenir les citernes closes; car l'eau du ciel est la meilleure à boire, et quand vous pourriez employer l'eau courante, si elle n'était point saine, il faudrait la réserver pour les lavoirs et la culture des jardins. »

— Palladius - De Re Rustica'. Chapitre XVII
.

#### Des réservoirs d'eau chaude et d'eau froide (De maltis calidae et frigidae)
La préparation employée dans les caldaria et frigidaria pouvait selon Palladius être constituée de poix (picem duram et picis liquidae) et de cire (ceram albam), de chaux éteinte (florem calcis), de terre cuite pulvérisée (tuileaux, testam minutant).

« Puisque nous parlons des bains, il est bon de connaître les malthes qui conviennent aux réservoirs d'eau chaude et d'eau froide, afin que si les cuves viennent à se fendre, on puisse les réparer sur-le-champ. Voici la composition qu'on emploie pour les réservoirs d'eau chaude. Prenez de la poix dure et de la cire vierge, à doses égales; une quantité de poix liquide égale à la moitié de ce mélange; de la terre cuite pulvérisée et de la fleur de chaux; broyez le tout dans un mortier, et servez vous-en pour remplir les fentes.
Autre recette : Pilez de la gomme ammoniaque fondue, des figues, de l'étoupe, de la poix liquide, et bouchez les fentes avec ce mélange.
Autre recette : Enduisez ou remplissez les fentes de gomme ammoniaque et de soufre fondus; ou bien enduisez-les de poix dure et de cire blanche, recouvertes de gomme ammoniaque, et promenez le cautère pardessus; ou bien passez sur les fentes un mastic de fleur de chaux et d'huile, en ayant soin de ne pas introduire d'eau immédiatement après.
Autre recette : Mêlez ensemble de la fleur de chaux, de l'huile et du sang de taureau, et bouchez les fentes avec cette composition; ou bien broyez des figues, de la poix dure et des écailles d'huîtres sèches, et remplissez soigneusement les fentes avec ce mélange.
De même, pour réparer les réservoirs d'eau froide, pilez de l'a fleur de chaux et du mâchefer dans du sang de bœuf, et faites-en une espèce de cérat dont vous les enduirez. Vous arrêterez aussi l'écoulement de l'eau froide à travers les fentes en les enduisant d'un mélange de suif fondu et de cendre passée au crible. »

— Palladius - De Re Rustica'. Chapitre XLI

### Chez Pline
Pour Pline, un caractère essentiel du malthe est que la chaux doit être éteinte avec du vin:

« Le malthe est fait à partir de la chaux fraîche. La motte est éteinte avec du vin, aussitôt après elle est broyée avec de la graisse de porc et des figues. C'est l'enduit le plus résistant de tous et il surpasse la dureté de la pierre. La surface à recouvrir de malthe doit être, au préalable, frottée d'huile. »

Ammien Marcellin rapporte une émeute de 375 contre Symmaque le père (Lucius Aurelius Avianius Symmaque), suscitée par la déclaration qu'on lui prêtait alors, qu'il préférait éteindre la chaux avec son vin plutôt que de le vendre au prix demandé. Cette émeute nous est également connue par la correspondance et les discours de Symmaque le fils,.

## En français, malthe
« Malthe » passe dans la langue française. Dans Philibert Monet (1636), Parallèle des langues latine et française:

« Malthe еspесе de fin ciment composé de chaux vive, fusée au vin, incorporée avec sein de porceau, chair de figue fraîche, ou pois fondue, dont les romains plâtraient et étanchéifiaient le dedans des acqueducs, haec Maltha, ae. Signi operis genus, Maltha factitis.
Malthe naturelle, sorte de bitume, dont les Asiatiques platroient leurs murailles, laquelle alumée s'embrasoit plus fort, jetant de l'eau dessus, Maltha natiua. Maltha naturalis. hoc Bitumen, inis.
Malthe, composition de cire & de pois, dont on plâtrait les tabletes des juges, haec Maltha,ae. Composé de Malthe, Malthinus, a, um.
Plâtre de Malthe, Malther, Maltho, aui, aum, are. Maltha illinere, inducere, trullissare. Les Romains graissaient d'huile, ce qu'ils devaient Malther, Malthandum, pariotem Romani defricabant oleo. L'anduit de Malte était plus dure que pierre, Malthati operis crusta saxi duritem antebat »

Malthe fait une courte apparition dans le Dictionnaire de la langue française (Littré). t. 3 de 1873, il désigne un asphalte naturel ou bitume naturel: 

« Substance molle et glutineuse en été, se durcissant par le froid, d'une odeur de goudron, qu'on trouve en France (à Orthez, etc.), à Neufchâtel en Suisse, en Bavière, en Transylvanie, etc. dite aussi bitume glutineux, poix minérale, goudron minéral, pissasphalte, LEGOARANT., La malthe est moins liquide que le pétrole. »

En italien, on peut noter la proximité de maltha avec « smalto » de même signification, smalto signifie aussi émail.

## Dans les aqueducs
Les specus des aqueducs romains étaient habillé d'un mortier de tuileau dont l’épaisseur pouvait atteindre 3 à 8 cm. Un badigeon de maltha rouge pouvait s'ajouter par devant. L'utilisation des concrétions qui se forment à l'intérieur des aqueducs sur plusieurs dizaines de centimètres, comme matériau de construction est attesté; les blocs issus de l'aqueduc de Nîmes présentent quelquefois la couleur rouge du badigeon de maltha.
Les analyses ont prouvé que le constituant du « bol rouge » que l'on trouve sur le pont du Gard, chargé d'assurer l'étanchéité de l'ouvrage, et qu'Émile Espérandieu supposera être du maltha, est un lait de chaux mélangé à un sable de quartz rouge d'une granulométrie précise et fortement chargé en oxyde ferrique.